# Пасхальный барашек
Пасхальный барашек — пасхальное блюдо (съедобное украшение стола), распространённое у поляков и чехов, а ранее (в дореволюционной Российской империи) также у русских, белорусов и в Закарпатье. Представляет собой сделанную вручную или с помощью специальной формы фигуру барашка, который символизирует Иисуса Христа. Барашки бывают трёх основных видов: из масла, из сахара и из теста.

## Масляный барашек
В Польше наиболее распространены масляные пасхальные барашки. Барашек изготавливается из сливочного масла, причём для этого используются специальные формы, по аналогии с формами для пасхи. Часто глаза барашка делают из горошин перца или сушёной гвоздики, а на спине помещают белое знамя с красным крестом на зубочистке. На шею барашку могут повязать ленточку.
Это блюдо распространено не только в самой Польше, но среди представителей польской общины в США, причём в Нью-Йорке готовых пасхальных барашков к празднику приобретают уже отнюдь не только поляки. В самой Польше готовых барашков перед Пасхой также можно купить в магазине. Что касается исторической эволюции рецепта, то Игнатий Радецкий в «Альманахе Гастронома» предлагал такие дополнительные детали, как восковые, покрытые сусальным золотом, рога и постамент из дерева и земли, из которого росла живая трава (неясно, впрочем, предполагалось ли вообще употреблять в пищу такого барашка).
В Белоруссии традиция изготовления масляных барашков в городах в основном забыта, но в селе Матюково Глубокского района Витебской области, усилиями местной мастерицы Марины Ивановны Хрол, традиция не только продолжается, но и включена в Государственный список нематериального культурного наследия Белоруссии. В белоруской версии рецепта корпус барашка вылепляется из масла, а затем к нему прикрепляется вручную кудрявая «шёрстка», также сделанная вручную из масляной стружки.
В Закарпатье пасхальные барашки изготовляются по похожему рецепту, и, если верить современным журналистам, являются распространённым атрибутом праздничного стола.
В России масляные барашки были хорошо известны до революции, рецепт их приготовления включён в классическую кулинарную книгу «Подарок молодым хозяйкам» Елены Молоховец. 
В течение XIX века масляными барашками в российских городах нередко торговали уличные торговки накануне Пасхи. В музее-усадьбе «Кусково» (Москва) сохранилось несколько статуэток, выполненных в XIX столетии из фарфора на российских фарфоровых заводах, изображающих таких уличных торговок с масляными барашками, наряду с другими распространёнными типами горожан — разносчиками, извозчиками и так далее. 
В России начала XX века масляный барашек, наряду с куличом и творожной пасхой, всё ещё воспринимался, как обязательный атрибут праздничного стола. По этому поводу писательница Тэффи иронизировала в одном из своих рассказов: 

Теперь перейдем к невиннейшему и трогательнейшему украшению пасхального стола — к барашку из масла. Это изящное произведение искусства делается очень просто: вы велите кухарке накрутить между ладонями продолговатый катыш из масла. Это туловище барашка. Сверху нужно пришлепнуть маленький круглый катыш с двумя изюминами — это голова. Затем пусть кухарка поскребет всю эту штуку ногтями вкруг, чтобы баран вышел кудрявый. К голове прикрепите веточку петрушки или укропу, будто баран утоляет свой аппетит
Гости очень любят такого барашка. Умиляются над ним, некоторые отчаянные головы даже едят его, а под конец разговенья часто тпрукают ему губами, чтобы польстить хозяевам, и говорят заплетающимся языком: Какой искусный у вас этот баранчик! Доведись такого встретить на улице, подумал бы, что живой. Ей-Богу! Поклонился бы…”
…(После окончания праздничной трапезы) соберите лучшие украшения вашего пасхального стола, как-то: бумажные цветы, миндаль с кулича, изюм с пасхи и укроп с барана и бережно спрячьте эти продукты до будущего года. Ибо бережливость есть родственница благосостоятельности.
— Надежда Тэффи. Пасхальные советы молодым хозяйкам.
Позднее традиция изготовления пасхальных барашков из масла оказалась основательно забыта.

## Барашек из теста
Традиция выпекать на Пасху сладкий кекс в форме барашка существовала параллельно с барашками из масла. Для изготовления кекса также используется специальная форма.
Чаще всего, это достаточно обычный по своему составу сладкий кекс, который отличается только своим внешним видом. Подобный кекс, изготовленный фабричным способом, эпизодически можно купить и в Москве. Тем не менее, пасхальные барашки из теста, представленные на фестивале «Пасхальный дар» в Москве в 2019 году, были описаны журналистами, как «немецкое блюдо».
В Чехии на праздничный стол принято ставить сладкие кексы в форме барашков, выполненные по различной технологии и из разных видов теста.

## Другие разновидности
В прошлом фигурки барашка также делали из сахара, причём иногда небольших по размеру сахарных барашков ставили на кулич. Пасхальных барашков также делают из шоколада, марципана и других кулинарных паст.